# Noll tolerans
Noll tolerans, es una película de acción estrenada el 29 de octubre de 1999 dirigida por Anders Nilsson. 
La película es la primera entrega de la franquicia y forma parte de las películas de Johan Falk.

## Historia
Johan Falk, es un policía de Gotemburgo que pronto se encuentra en un tiroteo con unos ladrones de joyas. Después de que se disipa el tiroteo, un transeúnte inocente y un ladrón quien recibió un disparo de su cómplice, están muertos. Tres testigos, incluyendo a Helén Andersson identifican al gánster Leo Gaut como el responsable, quien es acusado de los crímenes, sin embargo pronto Gaut comienza a amenazar a los testigos y pone sus vidas en peligro y sólo Johan y su equipo pueden salvarlos.

## Personajes

### Personajes principales
| Actor             | Personaje       | Ocupación                         |
| ----------------- | --------------- | --------------------------------- |
| Jakob Eklund      | Johan Falk      | Inspector de Policía              |
| Peter Andersson   | Leo Gaut        | Criminal                          |
| Marie Richardson  | Helén Andersson | -                                 |
| Hanna Alsterlund  | Nina Andersson  | -                                 |
| Jacqueline Ramel  | Anja Månsdottir | Detective Inspector de la Policía |
| Fredrik Dolk      | Peter Kroon     | Detective Inspector de la Policía |
| Lennart Hjulström | Ola Sellberg    | Inspectora de la Policía          |
| Stig Torstensson  | Edvin Josefsson | -                                 |
| Erik Ståhlberg    | Hasse           | -                                 |
| Torkel Petersson  | Urban           | -                                 |
| Maria Hörnelius   | Franzén         | Oficial del Condado               |

### Personajes secundarios
| Actor                       | Personaje      | Ocupación            |
| --------------------------- | -------------- | -------------------- |
| Fredrik Dolk                | Peter Kroon    | Detective Inspector  |
| Tind Soneby                 | Caroline Gaut  | -                    |
| Helén Söderqvist Henriksson | Eva Gaut       | -                    |
| Jerker Fahlström            | Insp. Borglund | Inspector de Policía |

## Premios y nominaciones
| Año  | Categoría             | Premio          | Nominado (os)                    | Resultado |
| ---- | --------------------- | --------------- | -------------------------------- | --------- |
| 2000 | Best Actor            | Guldbagge Award | Jakob Eklund                     | Nominado  |
| 2000 | Best Supporting Actor | Guldbagge Award | Peter Andersson                  | Nominado  |
| 2000 | Best Direction        | Guldbagge Award | Anders Nilsson                   | Nominado  |
| 2000 | Best Cinematography   | Guldbagge Award | Jacob Jørgensen                  | Nominado  |
| 2000 | Best Film             | Guldbagge Award | Joakim Hansson y Björn Carlström | Nominados |

## Producción
La película fue dirigida por Anders Nilsson, escrita por Nilsson y Joakim Hansson.
Producida por Joakim Hansson y Björn Carlström, con la participación del productor ejecutivo Peter Possne.
La edición estuvo a cargo de Darek Hodor.
La música estuvo bajo el cargo de Bengt Nilsson, mientras que la cinematografía en manos de Jacob Jørgensen. 
Filmada en Scandinavium, Gotemburgo y en Trollhättan, en la Provincia de Västra Götaland, Suecia.
La película fue estrenada el 29 de octubre de 1999 en con una duración de 1 hora con 48 minutos en Suecia. 
Contó con la participación de las compañías de producción "Film Väst", "Nordisk Film- & TV-Fond", "Sandrews", "Sonet Film AB", "TV 1000" y "TV4 Sweden".
En el 2009 la película fue distribuida por "Sandrew Metronome Distribution" en DVD en Finlandia, en el 2012 por "Divisa Home Video" en España y por "Sonet Film" en todos los medios.

### Emisión en otros países
| País      | Título                                           | Fecha de Estreno                                                                    |
| --------- | ------------------------------------------------ | ----------------------------------------------------------------------------------- |
| Alemania  | Zero Tolerance - Zeugen in Angst Zeugen in Angst | 16 de diciembre de 2002 (estreno en televisión) 13 de mayo de 2003 (estreno en DVD) |
| Dinamarca | Nul tolerance                                    | -                                                                                   |
| España    | Tras la venganza                                 | -                                                                                   |
| Finlandia | Surmanjahti                                      | 22 de septiembre de 2000 (estreno en DVD)                                           |
| Hungría   | Rendőr szökésben                                 | 30 de noviembre de 2005 (estreno en televisión)                                     |
| Noruega   | -                                                | 7 de febrero de 2001 (estreno en DVD)                                               |
| Rusia     | Нулевая терпимость                               | -                                                                                   |